# 伊江島
伊江島（いえじま）は、沖縄県の島。国頭郡伊江村を形成する。

## 概要

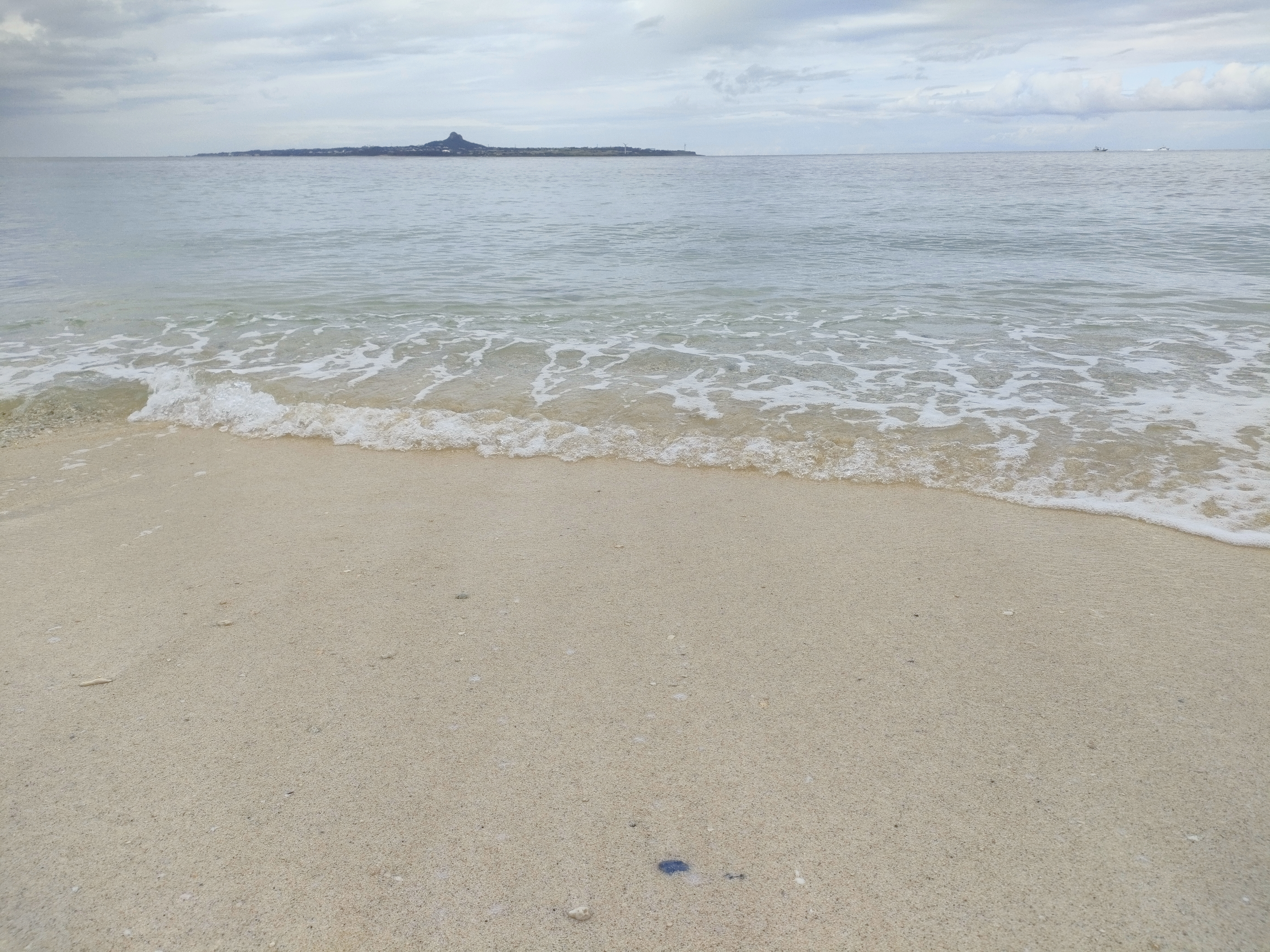
本部町の砂浜から臨む伊江島（2023年）

沖縄本島本部半島の西海上5kmに浮かぶ島。島の東部にそびえる尖った「城山」（グスクやま）通称「伊江島タッチュー」が島のシンボルとなっている。なお、歴史的には「伊恵島」と呼ばれた事がある（鹿児島藩による明治3年頃の人口統計より）。現在、島の面積の35.3%が米軍が占有する「伊江島補助飛行場」の管理下にある。
第二次世界大戦（太平洋戦争）にて、昭和18(1943)年に飛行場建設計画にあげられ、延長1,800m幅員300mの滑走路の建設が決定され、建設が始まり、1944年9月に完成。昭和19（1944）年10月10日から南西諸島一帯での米軍の空爆が始まる。空港はほとんど使われることもないまま、1945年3月米軍に奪われることを懼れて、破壊命令が出される。激しい艦砲射撃の後に昭和20（1945）年4月16日に米軍の上陸作戦が開始された。日本軍の根こそぎ動員により住民は防衛隊、青年義勇隊、婦人協力隊等に組織され、赤ん坊を背負った女性が竹槍で斬込隊に参加したという話も伝わる。4月21日午後5時30分に米軍から伊江島確保が宣言された。6日間ほどの戦いで島にいた住民の半数1500人が犠牲となった。犠牲の大きさ、勤労動員、住民の疎開と戦闘参加、集団自決等から伊江島の戦いは沖縄戦の縮図ともいわれた。
1945年8月、日本の降伏のため、降伏調印使節団が搭乗した緑十字機（安導権を示す緑十字のマークをつけた白塗りのDC3型と一式陸上攻撃機2機）と、アメリカ軍のDC4型機（ダグラス C-54 スカイマスター）に乗り換える中継地とされた。